# Szybcy i wściekli 5
Szybcy i wściekli 5 (ang. Fast Five) – piąty film z serii Szybcy i wściekli, stanowiący bezpośrednią kontynuację Szybko i wściekle. Bohaterami ponownie są postacie odgrywane przez Vina Diesela i Paula Walkera.
Początkowo film miał być wprowadzony do kin pod tytułem Szybka piątka, stanowiącym dosłowne tłumaczenie tytułu oryginalnego, jednakże pod wpływem niezadowolenia widzów 4 marca 2011 roku polski dystrybutor ogłosił, że ostatecznie film wejdzie do kin pod tytułem Szybcy i wściekli 5.

## Fabuła
Od czasu, gdy Brian (Paul Walker) i Mia Toretto (Jordana Brewster) uwolnili Doma (Vin Diesel) z rąk policji, wciąż uciekają przed pościgiem. Teraz znajdują się w Rio de Janeiro. Aby odzyskać wolność, muszą wykonać ostatnie zlecenie. Kompletują więc drużynę doborowych kierowców wyścigowych. Bohaterowie powinni jednak uważać: na ich życie dybie pewien skorumpowany biznesmen. Jakby tego było mało, twardy agent federalny Luke Hobbs (Dwayne ”The Rock” Johnson) szykuje na nich zasadzkę.

## Obsada
- Paul Walker – Brian O’Conner
- Vin Diesel – Dominic Toretto
- Dwayne Johnson – Luke Hobbs
- Tyrese Gibson – Roman Pearce
- Jordana Brewster – Mia Toretto
- Ludacris – Tej Parker
- Gal Gadot – Gisele Yashar
- Elsa Pataky – Elena Neves
- Matt Schulze – Vince
- Tego Calderón – Tego Leo
- Don Omar – Rico Santos
- Joaquim de Almeida – Hernan Reyes
- Eva Mendes – Monica Fuentes
- Michelle Rodriguez – Letty występuje wyłącznie jako zdjęcie w aktach, które Fuentes podaje Hobbsowi.

## Ścieżka dźwiękowa
1. How We Roll – Don Omar/Busta Rhymes/Reek da Villian/J-doe

2. Desabafo/Deixa Eu Dizer – Marcelo D2/Claudia

3. Assembling the Team – Brian Tyler

4. L. Gelada-3 Da Madrugada – MV Bill

5. Carlito Marron – Carlinhos Brown

6. Han Drifting – Hybrid

7. Million Dollar Race – Edu K/Hybrid

8. Mad Skills – Brian Tyler

9. Batalha – ObandO

10. Danza Kuduro – Don Omar featuring Lucenzo

11. Follow Me Follow Me – Tejo/Black Alien/Speed

12. Fast Five Suite – Brian Tyler

13. Furiously Dangerous – Ludacris/Slaughterhouse/Claret Jai